# Ejército de Mongolia Interior
El Ejército de Mongolia Interior, también llamado a veces Ejército Nacional de Mengjiang, se refiere a las unidades militares de Mongolia Interior al servicio del Japón imperial y su Estado títere, Mengjiang durante la segunda guerra sino-japonesa, en particular las dirigidas por el Príncipe Demchugdongrub. Era principalmente una fuerza de unidades de caballería, que consistía principalmente en mongoles étnicos, con algunas formaciones de infantería china Han.

## Historia

### Primeras acciones
Después de que las intrigas japonesas llevaran a la formación del Gobierno Militar de Mongolia bajo el mando del Príncipe Demchugdongrub (De Wang), el Ejército de Mongolia Interior se formó inicialmente a partir de las unidades personales de varios jefes tribales mongoles. Entre ellos se encontraba la fuerza personal de protección del príncipe De Wang, compuesta por unos 900 hombres, armados con armas de las armadurasarmerías del "joven mariscal" Zhang Xueliang, quien se las había entregado al príncipe en un intento de ganarse su favor. No era el ejército mongol más grande, sino el más eficiente, que además contaba con la ayuda de asesores japoneses. Otra fuente de reclutas eran las bandas de delincuentes que se asentaron en la región. Así, la fuerza original llegó a incluir miembros de tribus mongoles junto con bandidos chinos e irregulares Han del Ejército Imperial de Manchukuo, el último de los cuales fue dirigido por el señor de la guerra Li Shouxin. Más tarde sería nombrado comandante del ejército.
Esta exótica fuerza sufrió la desunión y la poca disciplina durante los preparativos para invadir la provincia de Mongolia Interior de Suiyuan, controlada por los nacionalistas, en 1936. La mayoría de ellos también estaban mal armados, y solo la mitad de ellos tenía rifles. Fueron armados principalmente con armas de los almacenes del joven mariscal derrotado, que cayó en manos del estado títere japonés cercano de Manchukuo. Entre los preparativos se encontraba la creación de una fuerza aérea para el Ejército de Mongolia Interior, pero esta fuerza aérea era puramente japonesa. Consistía en aviones japoneses tripulados por pilotos japoneses, que ni siquiera se molestaban en aplicar ninguna insignia mongol a sus aviones y simplemente volaban con las insignias originales. En total, tenía 28 aviones y estaban ubicados en una ciudad a unas cuarenta millas al norte de Kalgan, la capital de Mongolia Interior. Volaron varias misiones de bombardeo contra objetivos nacionalistas en un intento de neutralizarlos para la próxima operación.
La invasión de Suiyuan finalmente comenzó en octubre de 1936 con unidades del Ejército de Mongolia Interior, un grupo de colaboradores chinos Han bajo el mando de Wang Ying llamado Gran Ejército Virtuoso de Han  y varios "asesores" japoneses integrados entre ellos. Toda la operación fue supervisada por oficiales del personal japonés. El primer contacto entre las tropas del Ejército Nacional Revolucionario y el Ejército de Mongolia Interior tuvo lugar el 14 de noviembre en la ciudad de Hongor. Lanzaron varios ataques contra los defensores nacionalistas en el transcurso de varios días, pero fueron rechazados con considerables bajas. A los mongoles no les faltaba coraje, pero no estaban entrenados para este tipo de lucha. Un asalto final lanzado durante una tormenta de nieve el 16 de noviembre también fue rechazado por las ametralladoras chinas. Un contraataque sorpresa realizado por los nacionalistas el 17 de noviembre dio como resultado que el Ejército de Mongolia Interior y sus aliados se vieran obligados a retirarse y reagruparse en su sede en Bailingmiao, donde recibieron cierta capacitación de los japoneses. El general nacionalista Fu Zuoyi luego lideró un asalto a la ciudad, usando tres camiones para romper las puertas de la ciudad. Al parecer, la fuerza defensora consistía en la 7.ª División del Ejército de Mongolia Interior y perdió 300 hombres, 600 heridos y 300 capturados. También dejaron atrás una cantidad significativa de equipamiento que fue tomado por los nacionalistas.

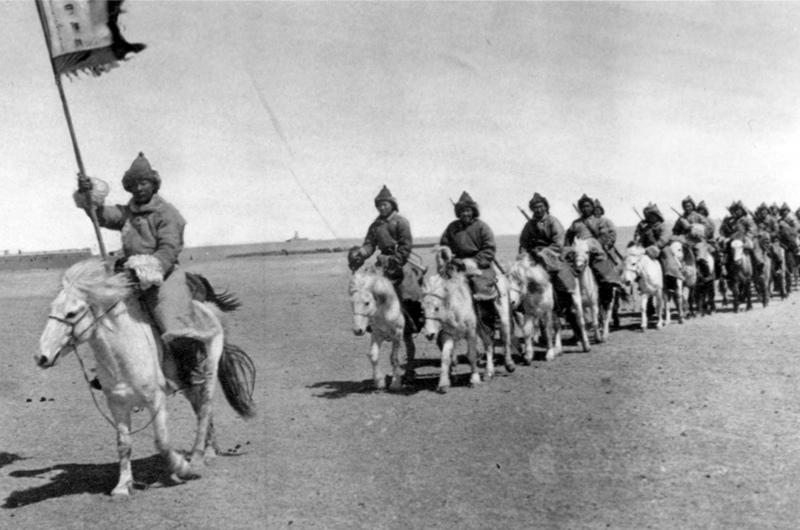
Unidad de caballería personal del príncipe De Wang.

Aunque la operación fue un fracaso, las escaramuzas continuaron durante los siguientes ocho meses entre las tropas japonesas y los mongoles por un lado y los nacionalistas por el otro. Cuando la segunda guerra sino-japonesa comenzó en 1937 después del Incidente del Puente Marco Polo, intentaron una invasión nuevamente. En agosto de 1937, seis o siete divisiones (algunas fuentes dicen que nueve) rechazaron un asalto de tres divisiones chinas con combates pesados. Fueron asistidos por aviones japoneses e infligieron a los nacionalistas unas 2.000 bajas. Un ataque a Bailingmiao resultó en su recuperación, liderado por cadetes de la Escuela de Entrenamiento Militar que se había establecido en 1936. Más de 20.000 mongoles avanzaron a las provincias restantes con apoyo japonés, y luego participaron en la batalla de Taiyuan.

### Últimos años
Cuando comenzó la Guerra del Pacífico en 1941, Japón trató de movilizar a todas las tropas de sus estados títere, incluido el Ejército de Mongolia Interior, para luchar en su guerra. Ofrecieron al Príncipe De Wang de convertirse en emperador de toda Mongolia prometiéndole finalmente darle Mongolia Exterior (controlada por el estado satélite soviético de la República Popular de Mongolia en ese momento). Comprometió a las unidades del ejército y la policía de Mongolia a asistir a las operaciones japonesas en todo el norte de China contra guerrilleros y bandidos durante el período comprendido entre 1938 y la derrota de Japón en 1945. Estas operaciones a menudo causaron altas bajas civiles debido a que las tropas mongoles y japonesas atacaban a los civiles que vivían en las áreas donde se sabía que los insurgentes se escondían. Para entonces, los oficiales japoneses tenían control total sobre el gobierno y el Ejército de Mengjiang. Obligaron al Príncipe a firmar un decreto que declarara que el gobierno de Mongolia había declarado la guerra al Reino Unido y a los Estados Unidos en 1941.
En agosto de 1945, después de que los soviéticos declararon la guerra a Japón, el Ejército Rojo y el Ejército Popular de Mongolia aliado invadieron tanto Manchukuo como Mengjiang durante la Operación Ofensiva Estratégica de Manchuria. Las pocas unidades de caballería de Mongolia Interior que se enfrentaron a los soviéticos demostraron no ser rivales para el Ejército Rojo endurecido por la batalla, y fueron barridas. El régimen mongol caería poco después de que Japón se rindiera. El Príncipe De Wang lideró al ejército (que consistía en seis divisiones en ese momento, dos de caballería y cuatro de infantería, y algunas brigadas independientes) personalmente. El Ejército Rojo destruyó tres divisiones, mientras que el resto se unió a los comunistas chinos.

## Organización
El ejército se dividió en divisiones de aproximadamente 1.500 hombres cada una, compuesta por tres regimientos de 500 hombres cada uno. Un regimiento incluía cuatro escuadrones de caballería y una compañía de ametralladoras, esta última con una fuerza de 120 hombres. Sin embargo, la estructura estándar existía principalmente sobre el papel y era poco probable que se ajustara a la realidad. También se estableció una escuela de entrenamiento militar en 1936 con una admisión de 500 cadetes. Sin embargo, unos 200 de ellos acabaron desertando.
La orden de batalla para la Campaña de Suiyuan fue la siguiente:
- Bajo el mando de Li Shouxin
  - Mongoles de Jehol (3.000)
  - Mongoles de Chahar (1.000)

- Bajo el mando de Pao Yueh-ching
  - 8.ª División (2.000)
  - Mongoles irregulares y bandidos (3.000)

- Las tropas del príncipe De Wang (1.000)

Para 1937, sus fuerzas estaban organizadas en seis o nueve divisiones. En años posteriores, el Ejército de Mongolia Interior se organizó de la siguiente manera:
- Ejército de Mongolia Interior (4.400) - Li Shouxin
  - 4.ª División de Caballería (900)
  - 5.ª División de Caballería (900)
  - 6.ª División de Caballería (800)
  - 7.ª División de Caballería (800)
  - 8.ª División de Caballería (1.000)

- Ejército del Gobierno Autónomo Mongol de Pin Pinkwangfu (3.000) - Pao Shan
- Ejército del Gobierno Autónomo Mongol de Po Powangfu (3.000) - Han Se-wang

## Rangos
El sistema de jerarquía del Ejército de Mongolia Interior se basaba en el del Ejército Imperial de Manchukuo (que a su vez se basaba en las del Ejército Imperial Japonés). En lugar de bandas marrones en la insignia del hombro, los mongoles usaban el azul. El rango de general lo tenía el Príncipe De Wang como comandante en jefe y Li Shouxin como comandante del ejército.

## Armas y equipamiento
Una gran variedad de fusiles fueron usados por el Ejército de Mongolia Interior, en su mayoría comprados por el Príncipe De Wang o entregados por los japoneses. Las primeras armas que recibieron fueron 10.000 fusiles Mauser Modelo 13 de la fábrica de Mukden, entregados como regalo por el joven mariscal Zhang Xueliang. Otras armas ligeras incluían el subfusil suizo SIG Modelo 1930, utilizado por guardaespaldas en pequeñas cantidades. Las ametralladoras en uso rondaban las 200, entre algunas de ellas la ametralladora ligera checa ZB vz. 26. Éstas venían del antiguo ejército de Zhang Xueliang después de que fuera derrotado por los japoneses. Los mongoles tenían alrededor de 70 piezas de artillería, en su mayoría morteros, pero también unos pocos cañones de campaña y de montaña, de antiguos arsenales nacionalistas. Se utilizaron algunos automóviles blindados y tanques, pero lo más probable es que fueran operados por japoneses.
Los primeros uniformes usados por los mongoles eran ropas civiles. Éstas consistían en una larga túnica azul de algodón acolchada que se usaba y que llegaba hasta los tobillos junto con un cinturón alrededor de la cintura. El gorro era un gorro de lana de cordero o un turbante de color envuelto alrededor de la cabeza. El color del turbante variaba, ya que cada clan mongol tenía su propio distintivo. Además, llevaban una bandolera de cuero para los cartuchos que se colgaba sobre el hombro izquierdo. Algunos soldados iban vestidos con una chaqueta holgada de algodón y pantalones, junto con una gorra en pico. En 1936 se comenzó a usar un nuevo uniforme, basado en el uniforme nacionalista chino. Incluía una chaqueta gris holgada y un pantalón de algodón gris. Se usó una gorra de algodón gris en pico (similar a las del ejército imperial ruso durante la Primera Guerra Mundial). Otros uniformes que utilizaron incluyeron el uniforme regular del ejército japonés pero con la insignia de Mongolia Interior.